# Genus Inga, Botany
Genus Inga, Botany (abreviado Gen. Inga, Bot.) es un libro con ilustraciones y descripciones botánicas que fue escrito por el botánico estadounidense Terence Dale Pennington y publicado en el año 1997.